# 星美控股
星美控股集團有限公司，簡稱星美控股集團和星美控股（SMI Holdings Group Limited，港交所除牌前：0198.HK），前稱“大富地產”、“DC財務”、“東方魅力”和“星美國際有限公司”，前身為是一家在香港交易所上市的公司。從事電影院業務、證券交易、及投資電影製作及發行。地址為香港中環皇后大道中99號中環中心6701-2及13室。2020年，由於公司長期經營困難，已被法庭頒令清盤。
英皇集團宣布，主席楊受成於2014年1月17日透過私人公司與星美國際訂立股份認購協議，星美國際同意配發及發行合共5.5億股，每股認購價0.21元，涉資1.155億港元，楊氏將持星美國際約6.11%股權。
2018年2月，電視廣播（0511.HK）當時認購星美2300萬美元9.5厘無抵押債券（unsecured debenture），5月再增持8300萬美元。同年年尾，星美公布財困，曾與債權人達成共識但仍未能抵債，最終TVB入稟申請星美清盤，並於5月7日由法庭頒令清盤。TVB因持有星美所發行的債券，拖累其2018和2019年度業績分別錄得股東應佔虧損1.99億和2.94億元。其中就星美所發行面值8.3億元的債券，在2018年確認減值支出/虧損金額5億元；在2019年度則確認公平價值虧損3.3億元，以將其餘下帳面值撇減至零。
2020年12月14日，公司被港交所勒令除牌。

## 連結
- SMI Corporation Limited （页面存档备份，存于）